# Johannes Motschmann (Leichtathlet)
Johannes Motschmann (* 3. August 1994 in Hamburg) ist ein deutscher Leichtathlet, der sich auf Langstreckenläufe spezialisiert hat.

## Karriere
Seit der Jugend war Motschmann über 3000 Meter Hindernis erfolgreich und hat Deutschland bei den Europameisterschaften 2018 in Berlin über diese Strecke vertreten. Sein Marathondebüt gab Motschmann bei der Österreichischen Marathon-Staatsmeisterschaften 2020 in 2:14:38 h, womit er den 2. Platz belegte.
2021 verbesserte er beim Rotterdam-Marathon seine Marathonbestzeit auf 2:12:18 h. Im Dezember gewann er die Deutsche Crosslauf-Meisterschaft auf der Mittelstrecke.
Am 3. April 2022 beim Berliner Halbmarathon gelang ihm eine neue persönliche Bestzeit mit 1:01:45 h.
Beim Marathon der Europameisterschaften 2022 in München belegte Motschmann den 16. Platz in 2:14:52 h. In der Teamwertung belegte er damit, gemeinsam mit Richard Ringer (2:10:21 h (1. Platz)) und Amanal Petros (2:10:39 h (4. Platz)), den 2. Platz in 6:35:52 h.
Motschmann verbesserte beim Tokio-Marathon 2023 seine persönliche Bestzeit auf 2:11:30 h und belegte den 33. Platz.
Als Neuntplatzierter des London-Marathons 2024 verbesserte Motschmann seine persönliche Bestzeit auf 2:10:39 h. Im Mai gewann er in Australien beim Great Ocean Road Running Festival in Australien.

## Erfolge (Auswahl)
national
- 2020: 2. Platz Deutsche Crosslauf-Meisterschaften über 4,4 km (Mittelstrecke)[4]
- 2021: 1. Platz Deutsche Crosslauf-Meisterschaften über 4,1 km (Mittelstrecke)[5]

international
- 2020: 2. Platz Österreichische Marathon-Staatsmeisterschaften in Wien
- 2021: 11. Platz Rotterdam-Marathon
- 2022: 16. Platz Europameisterschaften im Marathon
- 2022: 2. Platz Europameisterschaften in der Marathon-Teamwertung
- 2023: 26. Platz Weltmeisterschaften im Marathon
- 2024: 1. Platz Great Ocean Road Running Festival in Australien

## Bestleistungen
(Stand: 5. März 2023)
Halle
- 800 m: 1:55,44 min, 2. Februar 2013, Erfurt
- 1000 m: 2:32,40 min, 18. Januar 2012, Magdeburg
- 1500 m: 3:54,64 min, 26. Januar 2013, Halle
- 1 Meile: 4:06,70 min, 28. Januar 2017, Boston
- 3000 m: 8:00,92 min, 4. März 2018, Boston
- 5000 m: 13:53,48 min, 1. Dezember 2018, Boston

Freiluft
- 800 m: 1:56,61 min, 30. Juni 2012 Dessau
- 1500 m: 3:47,33 min, 6. April 2019, Princeton
- 3000 m: 7:59,87 min, 4. Juli 2020, Regensburg
- 5000 m: 13:49,63 min, 13. Juni 2019, Concord
- 10.000 m: 29:50,61 min, 30. März 2018, Raleigh
- 2000 m Hindernis: 5:40,11 min, 8. Mai 2021, Dresden
- 3000 m Hindernis: 8:33,12 min, 11. Juli 2018, Pfungstadt
- 5 km: 14:31 min, 3. November 2018, New York City
- 10 km: 28:49 min, 23. Juni 2024, Boston
- Halbmarathon: 1:01:33 h, 15. September 2024, Hamburg
- Marathon: 2:10:39 h, 21. April 2024, London